# Élection présidentielle islandaise de 2008
Une élection présidentielle devait se tenir en Islande le 28 juin 2008. Toutefois, le président sortant Ólafur Ragnar Grímsson étant l'unique candidat à sa propre succession pour un quatrième mandat consécutif de quatre ans, il est reconduit à ce poste sans élection,.

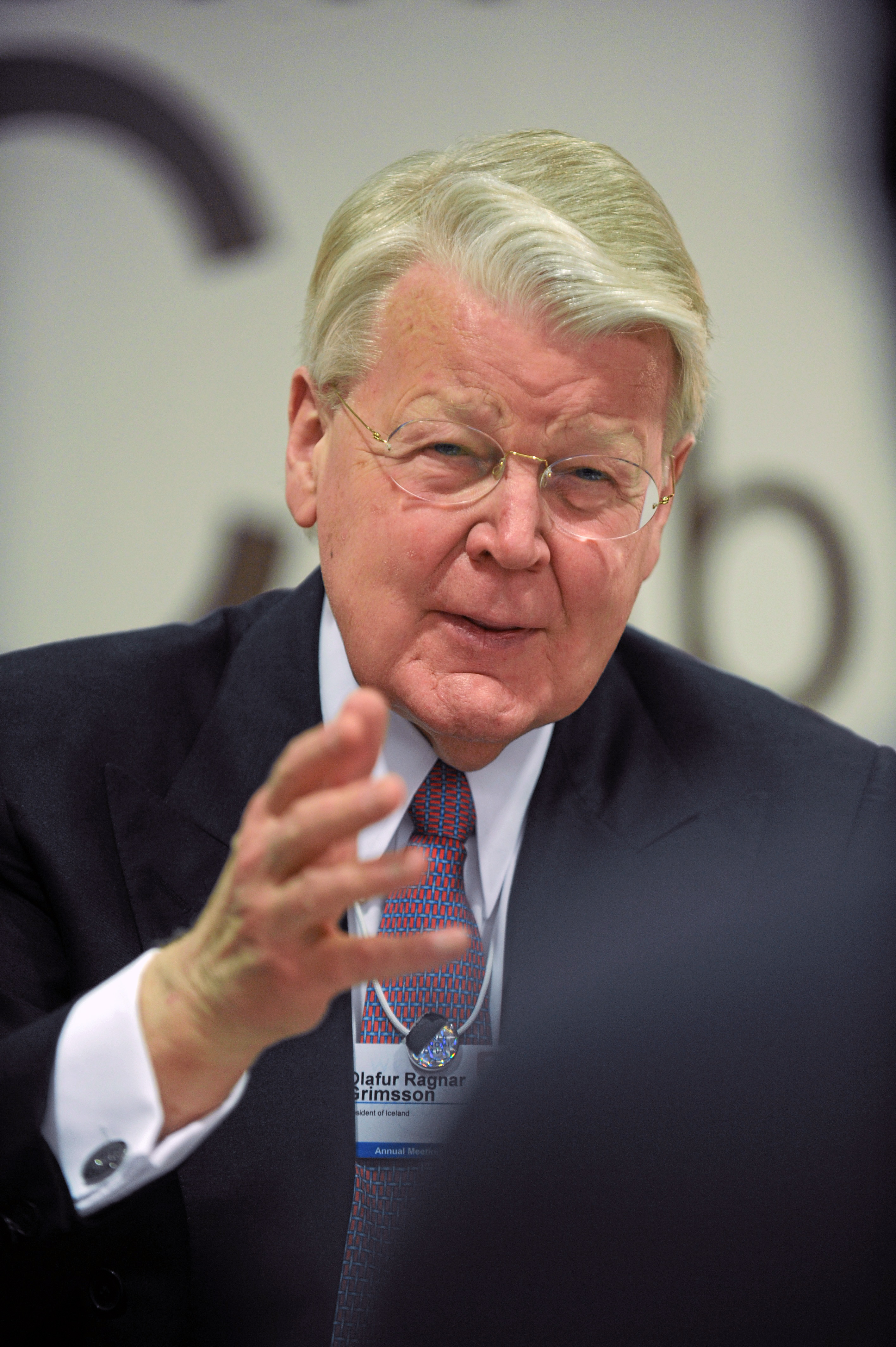
Ólafur Ragnar Grímsson, réélu sans opposant en 2000 et 2004